# Thiviers-Payzac-Einheit
Die Thiviers-Payzac-Einheit ist eine neoproterozoische bis ordovizische metasedimentäre Gesteinsfolge im südlichen Limousin Frankreichs. Sie gehört geologisch zum variszischen Grundgebirge des nordwestlichen Zentralmassivs. In dessen Deckenverband nimmt sie tektonisch die oberste Stellung ein. Ihre Allochthonie gegenüber den unterlagernden Gneisdecken beruht auf Beobachtungen metamorpher und struktureller Natur sowie auf seismischen Profillinien.

## Bezeichnung
Die Thiviers-Payzac-Einheit, manchmal auch noch als Thiviers-Payzac-Decke oder als Gruppe des Bas-Limousin bezeichnet, wurde nach zwei Orten seines Verbreitungsgebietes benannt: Thiviers und Payzac, beide gelegen im Nordosten des Départements Dordogne.
Gelegentlich wird die Bezeichnung Thiviers-Payzac-Einheit auch im weiteren Sinne verwendet und auf die Leyme-Einheit bei Figeac (Oberes Quercy) sowie auf die Saint-Sernin-sur-Rance-Decke bzw. auf die Saint-Salvi-de-Carcavès-Decke im Rouergue ausgedehnt. Letztere Einheiten sowie die Gartempe-Einheit bei Bellac, die Saint-Salvadour-Einheit bei Uzerche und auch die Gesteine im Chantonnay-Synklinorium in der Vendée besitzen einen vergleichbaren lithologischen Aufbau und eine ähnliche tektonische Stellung wie die eigentliche Thiviers-Payzac-Einheit.

## Geographische Verbreitung

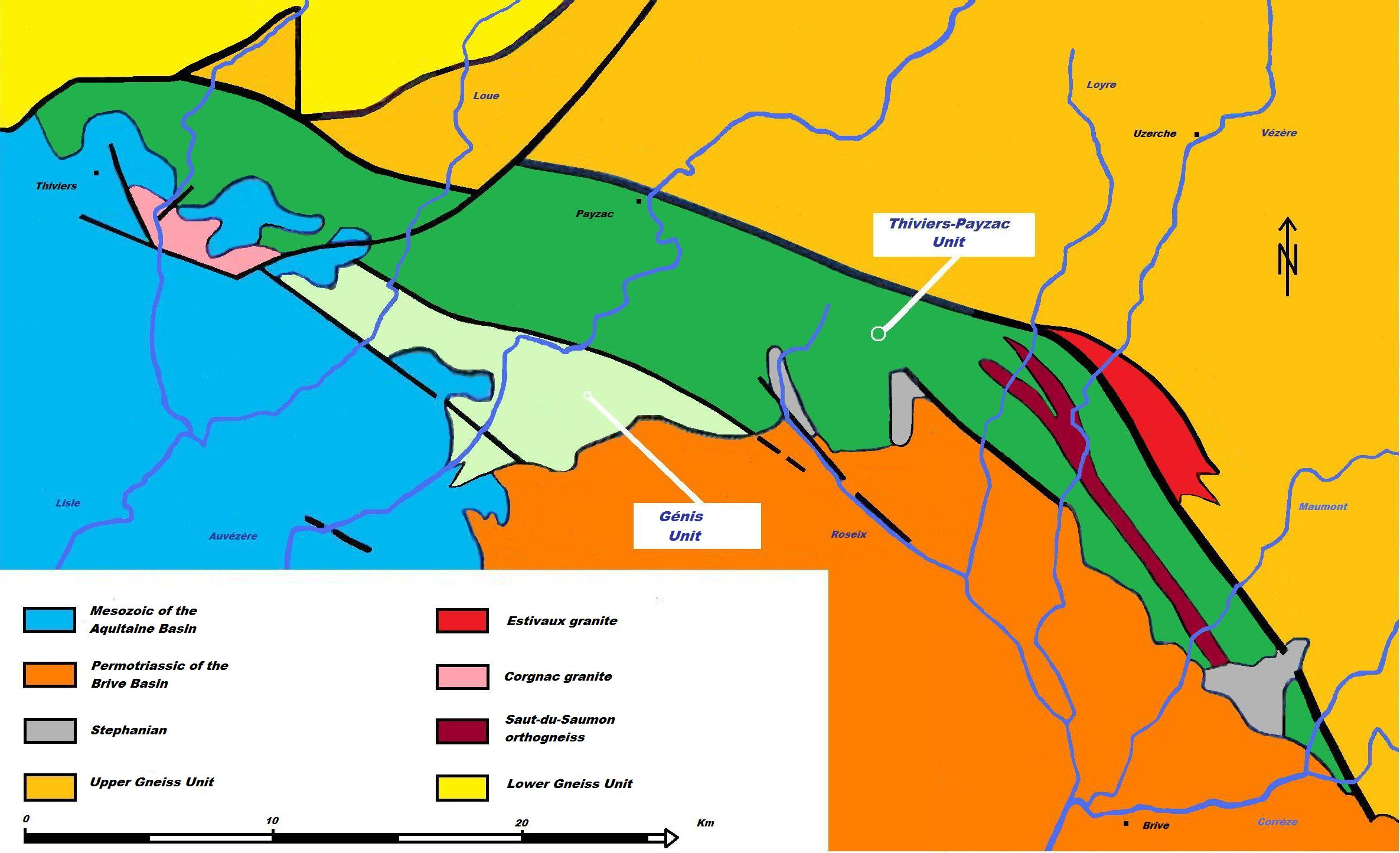
Geologische Übersichtskarte zur Situierung der Thiviers-Payzac-Einheit (in grün)

Die landschaftlich zum Bas-Limousin (Südlimousin) gehörende Thiviers-Payzac-Einheit folgt in etwa einem knapp 70 Kilometer langen, geknickten Kreisbogensegment ausgehend von etwas westlich von Thiviers im Norden der Dordogne über Lanouaille, Payzac, Orgnac-sur-Vézère, Donzenac bis etwas östlich von Brive im Département Corrèze. Ihre Streichrichtung ist anfänglich WNW-OSO (N110), sie biegt jedoch dann nördlich von Orgnac in die NW-SO-Richtung (N135) ein. Die Einheit wird auf ihrer Nordseite mittels der Estivaux-Störung, einer linksseitigen, duktilen Blattverschiebung, von der Oberen Gneisdecke abgetrennt. Im äußersten Westen stößt sie auf Gesteine der Unteren Gneisdecke. Ihre südliche Begrenzung bilden im Westen die überlagernden Liassedimente des Aquitanischen Beckens. Im Zentralabschnitt trennt sie die Südlimousin-Störung – ebenfalls eine duktile Seitenverschiebung, aber mit rechtsseitigem Bewegungssinn – von der Génis-Einheit im Süden. Im Ostteil taucht sie unter den permischen Rotsedimenten des Briver Beckens ab. Die maximale Breite der Einheit quer zur Streichrichtung beträgt im Auvézère-Tal nur etwa 9 Kilometer.
Unmittelbar nordwestlich von Terrasson im Osten der Dordogne befindet sich der Horst von Châtres – ein Grundgebirgsausleger, der noch zur Thiviers-Payzac-Einheit gerechnet wird. Über zirka 10 Kilometer besitzt er dieselbe Streichrichtung (WNW-ONO) wie auch die Haupteinheit; quer zum Streichen ist dieser Aufbruch nur etwa 5 Kilometer breit.

## Stratigraphischer Aufbau
Die Thiviers-Payzac-Einheit zeigt folgenden stratigraphischen Aufbau (vom Hangenden zum Liegenden):
- Puy-des-Âges-Quarzit
- Engastine-Mafit
- Donzenac-Schiefer
- Thiviers-Sandstein

Die Einheit wird überdies vom unterkarbonischen Estivaux-Granit sowie vom Saut-du-Saumon-Orthogneis und dem Corgnac-Granit, ordovizischen Granitoiden, intrudiert.

### Puy-des-Âges-Quarzit

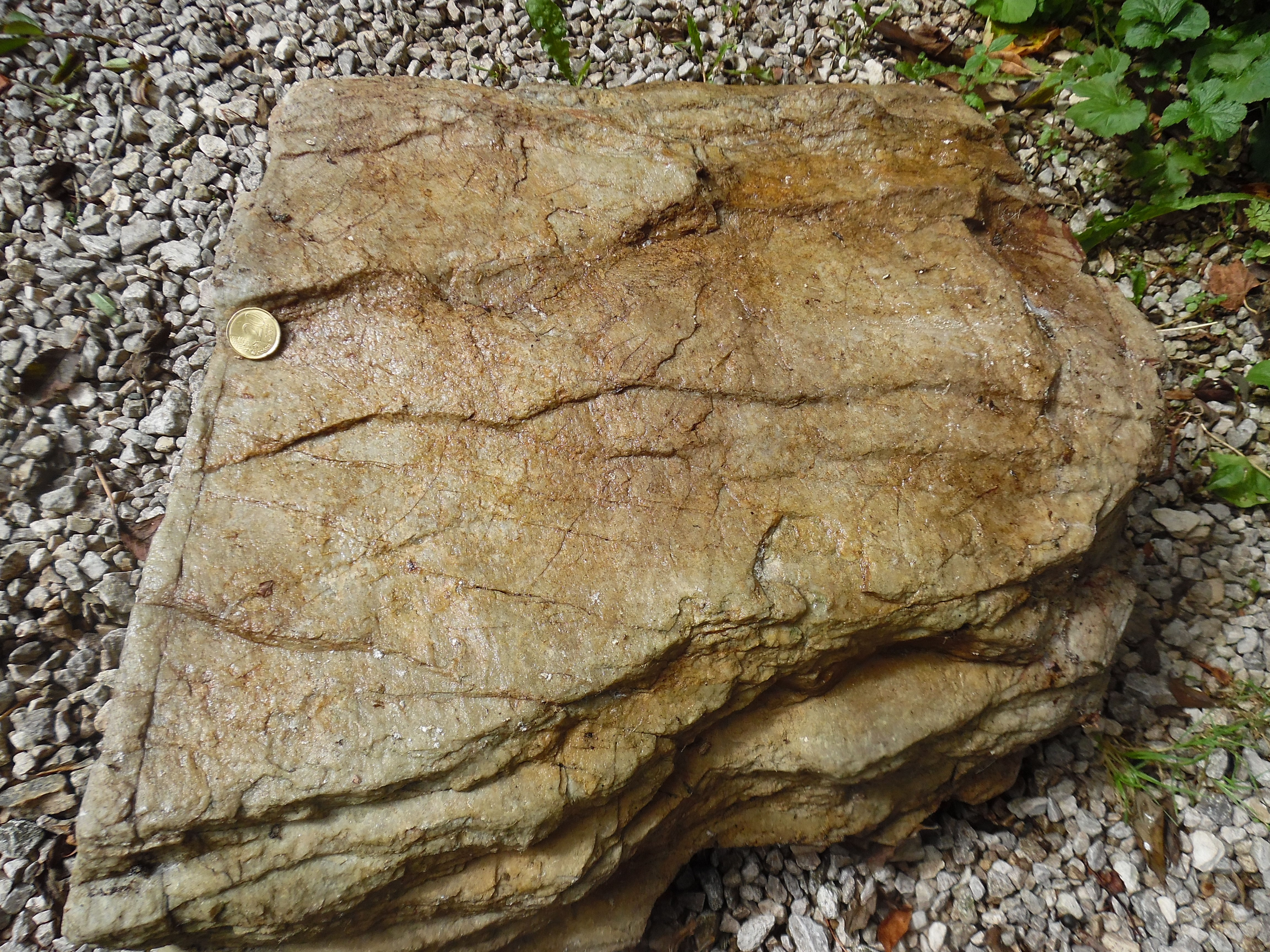
Puy-des-Âges-Quarzit

Der zuoberst liegende Puy-des-Âges-Quarzit ist ein sehr resistenter, weißer, Serizit-führender Quarzit, der im Gelände Härtlingsrücken bildet, welche über die im Verlauf des Eozäns eingeebnete Pultscholle des Bas-Limousin herausragen. Er tritt in einem nur knapp 200 Meter breiten Streifen im West- und im Zentralteil der Thiviers-Payzac-Einheit auf. Er zeigt Affinitäten zur benachbarten Puy-de-Cornut-Arkose der Génis-Einheit. Selbst eine Verwandtschaft zu Quarziten im Rouergue, in den Monts-de-Lacaune, in der Montagne Noire, und zum Grès Armoricain der Bretagne wird in Betracht gezogen. Der Puy-des-Âges-Quarzit dürfte somit ordovizisches Alter (Tremadocium) aufweisen.

### Engastine-Mafit
Der darunter folgende Engastine-Mafit ist ein Komplex dunkler, mafischer Gesteine magmatischen Ursprungs. Auch er erreicht nur im West- und im Zentralteil der Einheit die Oberfläche. In einem etwa 500 Meter breiten Band, das sich jedoch nördlich von Juillac bis auf 2 Kilometer ausdehnt, folgt er unmittelbar südlich des Puy-des-Âges-Quarzits. Sein Alter wird als kambrisch eingestuft. Der maximal 500 Meter mächtig werdende Mafit liegt als sich abwechselnde Grünschiefer- und Amphibolitlagen vor, in die mehrere Metadolerit- oder Metagabbrolagen zwischengeschaltet sind. Der sehr feinkörnige, hell- bis dunkelgrüne Grünschiefer führt neben Plagioklas (Oligoklas/Andesin) und wenig Biotit hauptsächlich Amphibol (Hornblende) und Epidot (Klinozoisit), akzessorisch können Quarz, Kalzit und Opakmineralien hinzutreten. Der Grünschiefer ist aus ehemaligen subalkalischen Basalten hervorgegangen. Die Metadolerite bzw. Metagabbros sind hingegen grobkörnig(er) und bestehen aus grüner Hornblende und basischem, saussuritisiertem Plagioklas.

### Donzenac-Schiefer
Unter dem Mafit liegen die epizonalen Donzenac-Schiefer. Ihre Ausstrichsbreite beträgt bis zu 3 Kilometer. Sie folgen einem leicht gebogenen Band, das sich von ihrer Typlokalität Donzenac bis nach Lanouaille erstreckt. Durch die Dussac-Störung linksseitig versetzt, setzt sich dieses Band dann bis nordöstlich von Thiviers fort. Die Donzenac-Schiefer werden ebenfalls zum Kambrium gerechnet. Die Schiefer besitzen graue, seidige Farbtöne und bestehen größtenteils aus Phyllosilikaten wie Muskovit und Biotit oder Muskovit und Chlorit, gefolgt von Quarz, saurem Plagioklas und Granat der Almandin-Zone. Die Schiefer enthalten gelegentliche relativ feinkörnige, dunkle, arenitische Zwischenbänke im Dezimeterbereich, es dürfte sich hierbei um ehemalige Grauwacken handeln. Die Arenite besitzen Klasten von Quarz, Plagioklas und auch Epidot, die von neugebildeten Mineralien (Phyllosilikate, Quarz und feinstkörniger Albit) umschlossen werden.

### Thiviers-Sandstein

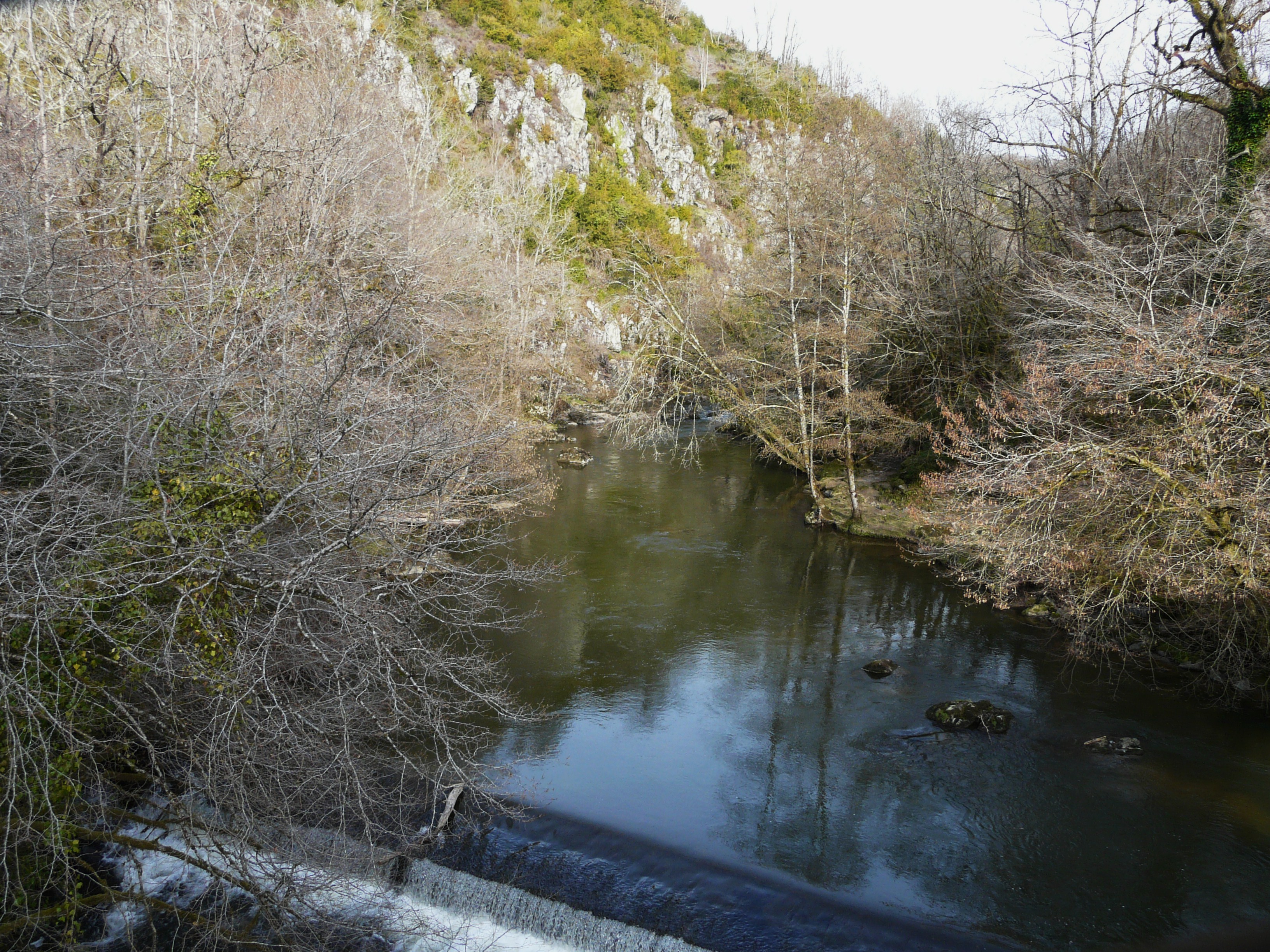
Bei Saint-Mesmin durchschneidet der Auvézère Gesteine des Thiviers-Sandsteins

Der Thiviers-Sandstein bildet die tiefstliegende, zu Tage tretende Formation der Thiviers-Payzac-Einheit und beansprucht etwa zwei Drittel ihrer Oberflächausdehnung. Es handelt sich hierbei um eine vulkanisch-detritische Abfolge spätneoproterozoischen bis kambrischen Alters, die in vier Fazies unterteilt werden kann:
- mittel- bis grobkörnige Grauwacke.
- sandige Schiefer und rhyodazitische Tuffe.
- polygenetische und intraformationelle Konglomerate.
- aus rekristallisierten Sandsteinen hervorgegangene Quarzite.

Der Thiviers-Sandstein wird überdies von zahllosen Doleritgängen im Meterbereich durchsetzt.
Die Bezeichnung „Sandstein“ ist etwas irreführend, da für die Formation eindeutig die Fazies der rhyodazitischen Tuffe primär entscheidend ist und alle anderen Fazies Umwandlungsprodukte derselben darstellen. Die Natrium-betonten, ehemaligen rhyodazitischen Tuffe liegen jetzt als dunkle, massive oder dickbankige (Meterbereich) Gesteine vor. In einer feinkörnigen Matrix aus Chlorit, Hellglimmer, Quarz und Albit heben sich Quarz, Plagioklas (Albit bzw. Oligoklas) und Epidot als millimetergroße Klasten ab. Folgende Phänomene unterstreichen den explosiven Charakter des vulkanischen Ausgangsgesteins: zerbrochene, eckige, spitzzackige Quarze, eckige Plagioklase und vor allem inkorporierte Gesteinsbruchstücke albitreicher, leukokrater Laven. Die Grauwacken besitzen mineralogisch einen sehr ähnlichen Aufbau, sie sind jedoch mehr quarzbetont und ihre Matrix ist reicher an Phyllosilikaten. Sie dürften aus den Rhyodaziten hervorgegangen sein. Ähnlich die chemische Zusammensetzung der Quarzite, auch sie ist identisch mit den Rhyodaziten.
Der tiefere Untergrund des Thiviers-Sandsteins, bestehend aus plagioklasreichen Paragneisen und Glimmerschiefern, ist in der Thiviers-Payzac-Einheit nicht aufgeschlossen.

### Magmatische Intrusivgesteine
Wie oben bereits erwähnt wird die Thiviers-Payzac-Einheit von drei sehr unterschiedlichen Intrusivkörpern durchdrungen:
- Saut-du-Saumon-Orthogneis
- Corgnac-Granit
- Estivaux-Granit

## Geochemie
Folgende Analysen sollen die chemische Zusammensetzung von Gesteinen aus der Thiviers-Payzac-Einheit veranschaulichen:
| Oxid Gew. % | Thiviers-Sandstein 1 | Thiviers-Sandstein 2 | Rhyodazitische Metatuffe | Donzenac-Schiefer 1 | Donzenac-Schiefer 2 | Schiefer | Dolerit | Engastine-Amphibolit | Engastine-Grünschiefer | Corgnac-Granit | Saut-du-Saumon-Orthogneis |
| ----------- | -------------------- | -------------------- | ------------------------ | ------------------- | ------------------- | -------- | ------- | -------------------- | ---------------------- | -------------- | ------------------------- |
| SiO2        | 69, 00               | 66,30                | 66,60                    | 62,00               | 58,60               | 57,50    | 54,10   | 51,20                | 49,50                  | 68,00          | 71,60                     |
| TiO2        | 0,69                 | 0,73                 | 0,68                     | 0,86                | 0,96                | 0,90     | 1,55    | 1,71                 | 2,10                   | 0,54           | 0,44                      |
| Al2O3       | 13,50                | 14,00                | 14,55                    | 18,40               | 18,40               | 18,10    | 14,50   | 13,40                | 16,04                  | 14,45          | 13,50                     |
| Fe2O3       | 0,45                 | 1,85                 | 0,90                     | 3,65                | 3,60                | 3,70     | 1,80    | 1,85                 | 10,60 tot              | 4,21 tot       | 0,27                      |
| FeO         | 4,75                 | 3,60                 | 3,80                     | 1,80                | 3,65                | 3,90     | 8,55    | 5,80                 |                        |                | 3,10                      |
| MnO         | 0,10                 | 0,09                 | 0,12                     | 0,05                | 0,10                | 0,10     | 0,20    | 0,14                 | 0,17                   | 0,06           | 0,05                      |
| MgO         | 2,70                 | 2,50                 | 2,25                     | 2,90                | 3,70                | 3,65     | 6,30    | 4,30                 | 11,04                  | 1,17           | 0,90                      |
| CaO         | 1,75                 | 3,30                 | 3,10                     | 0,25                | 0,95                | 1,10     | 7,15    | 9,10                 | 1,03                   | 1,51           | 1,65                      |
| Na2O        | 3,25                 | 3,95                 | 4,60                     | 2,00                | 3,10                | 2,00     | 2,90    | 4,10                 | 2,41                   | 3,77           | 3,50                      |
| K2O         | 2,40                 | 1,45                 | 1,60                     | 3,70                | 2,30                | 3,70     | 1,45    | 0,63                 | 0,99                   | 3,01           | 3,65                      |
| P2O5        | 0,16                 | 0,16                 | 0,14                     | 0,17                | 0,15                | 0,17     | 0,18    | 0,27                 |                        |                | 0,20                      |
| H2O−        |                      |                      | 0,10                     |                     | 0,05                | 0,10     | 0,25    | 0,25                 |                        |                | 0,30                      |
| H2O+        | 1,65                 | 2,10                 | 1,60                     | 4,80                | 4,90                | 4,70     | 1,55    | 3,45                 | 1,68                   |                | 0,40                      |

Die Thiviers-Payzac-Einheit lässt sich nach ihrem SiO2-Gehalt in drei chemische Gruppierungen unterteilen – die mafischen Engastine-Gesteine, die intermediären Donzenac-Schiefer und die sauren Rhyodazite plus Intrusiva. Die Dolerite im Thiviers-Sandstein neigen ebenfalls zu mafischer Tendenz, manifestiert in ihrem sehr hohen TiO2-, Gesamteisen-, MnO-, MgO- und CaO-Gehalt. Umgekehrt sind diese Gehalte bei den Intrusiva recht niedrig. Die Donzenac-Schiefer sind ausgesprochen aluminiumreiche Gesteine. Die Summe der Alkalien Na2O und K2O schwankt innerhalb der Einheit zwischen 3,4 und 7,15 Gewichtsprozent und gibt einen subalkalischen Hauptreihencharakter zu erkennen. Die teils recht hohe Na2O-Konzentration deutet auf eine Spilitisierung hin. Die K2O-Konzentration verweist schließlich auf den insgesamt kalkalkalischen Charakter der Einheit (Mittel- und Hoch-K Gesteine).

## Struktureller Aufbau
Die gesamte Thiviers-Payzac-Einheit ist intensiv gefaltet. Ähnlich wie bei der Génis-Einheit handelt sich hier um einen recht engständig stehenden, aufrechten Faltenbau mit einer meist etwas kürzeren Wellenlänge von 100 bis 125 Meter (kann aber im Süden bis auf 200 Meter anwachsen). Die leicht um die Horizontale streuenden Faltenachsen streichen OSO-WNW (N 110, westlich der Loyre). Die Schichtflächen (S0) zeigen meist sehr steiles Einfallen (um 80°) nach Nord bzw. Süd. Parallel zu den Faltenachsenebenen hat sich eine deutliche Schieferung, erkennbar an neugebildeten Mineralien, gebildet (S1). Der engständige Faltenbau wird von einer zweiten offenen Faltung überprägt, welche die gesamte Einheit in eine langwellige Abfolge (Wellenlänge zirka 2 Kilometer) von Synklinalen und Antiklinalen verformt hat. Die erste Synklinalachse befindet sich direkt an der Südlimousin-Störung, gefolgt von einem Antiklinorium unterhalb Saint-Mesmins, einer zentralen Synkline markiert vom Verlauf des Puy-des-Âges-Quarzits und einer Antikline bei Saint-Cyr-les-Champagnes.
Es haben sich Kleinfältelungslineare (engl. crenulation lineation) gebildet, die mehr oder weniger parallel zum Faltenbau verlaufen. Gestreckte, neugebildete, metamorphe Minerale haben sich ebenfalls bevorzugt entlang dieser Richtung angeordnet.
Mit Erreichen der Loyre erfolgt jedoch ein generelles Einschwenken sämtlicher Strukturelemente in die NW-SE-Richtung (N135). Diesem Trend folgt die Einheit dann bis zu ihrem Auslaufen westlich von Brive.

## Metamorphose
Die Thiviers-Payzac-Einheit wurde unter epi- bis mesozonalen Bedingungen regional metamorphosiert, in ihren oberen Bereichen liegt sie als obere Grünschieferfazies, in tieferen Bereichen bereits als untere Amphibolitfazies vor. Die Anwesenheit von Chlorit und chloritisiertem Biotit in Scherbändern und Druckschatten lässt überdies auf retrograde Vorgänge schließen, die ja auch bereits seit längerer Zeit im Südlimousin bekannt sind. Im Gegensatz zu den sie unterlagernden Gneisdecken wurde die Thiviers-Payzac-Einheit von der ursprünglichen Hochdruckmetamorphose D 0 im Zeitraum 420 bis 400 Millionen Jahre nicht berührt.
Die Regionalmetamorphose des Barrow-Typs kann mit der Deformationsphase D 2 im Zentralmassiv in Verbindung gebracht werden. Letztere zeichnet sich generell durch Hangend-nach-Nordwest gerichtete Deckenbewegungen aus. Die physikalischen Druck-Temperatur-Bedingungen verliefen prograd und erreichten in der Thiviers-Payzac-Einheit in ihrem Maximum 0,4 bis 0,6 GPa und 400 bis 500 Grad Celsius. Bellot und Roig (2007) fanden etwas höhere Werte von 0,5 bis 0,8 GPa und 460 bis 670 Grad Celsius. Die vergleichbare Leyme-Einheit weiter südlich wurde jedoch mit 0,66 bis 0,9 GPa ± 0,12 GPa und 615 bis 655 ± 35 Grad Celsius wesentlich tiefer abgesenkt und stärker aufgeheizt.

## Strukturelle Entwicklung
Die Thiviers-Payzac-Einheit unterlag ähnlich wie die Génis-Gruppe einer duktilen, steilstehenden Scherung. Im Gegensatz zur Génis-Einheit besitzt sie aber keinen einheitlichen Schersinn. Ihr Südteil bis zum Antiklinorium bei Saint-Mesmin weist noch denselben rechtsseitigen Schersinn auf, der auch in der Génis-Einheit bestimmend ist. Es folgt dann gegen Nordosten eine Mischzone, in der beide Richtungen auftreten. Mit Erreichen des nördlichen Aufschlussgebiets des Thiviers-Sandsteins herrscht dann nur noch linksseitiger Schersinn vor, welcher besonders deutlich in der die Einheit begrenzenden Estivaux-Störung ausgebildet ist. Der Scherkoeffizient γ erreicht entlang dieser Störung den Wert von 5,4; dies resultiert für die Zone in einem insgesamten linksseitigen Versatz von zirka 30 Kilometer. Der Saut-du-Saumon-Orthogneis weist noch beide Scherkriterien auf, der Estivaux-Granit hingegen wird ausschließlich sinistral verformt.
Folgende mikrotektonische Verfahren und Strukturen unterstreichen den sinistralen Schersinn im nördlichen Aufschlussgebiets des Thiviers-Sandsteins:
- Analyse von Quarz-<c>-Achsen.
- asymmetrische, linksseitige Quarz-Druckschatten um Granatporphyroblasten.
- Porphyroklasten vom s-Typus (in der Thiviers-Grauwacke).

Sowie im Donzenac-Schiefer (zu beobachten bei Allassac):
- sinistrale Scherbänder.
- sinistrale Quarz-Druckschatten an Biotitporphyroblasten.

Auch die Obere Gneisdecke weist nördlich von Saint-Cyr-les-Champagnes linksseitige Scherung auf (linksseitig gescherte Quarzlinsen).
Im Donzenac-Schiefer – im Mischbereich der beiden Schersinne – kann beobachtet werden, dass die rechtsseitige Scherung den sinistralen Schersinn überprägt. Sie ist somit später erfolgt. Ursprünglich linksseitig gescherte, sigmoidale Biotitporphyroblasten werden hier von rechtsseitigen Scherbändern überlagert, in denen sich retrograder Chlorit gebildet hat.
Die durchgehenden Scherbewegungen sind verantwortlich für die Faltenstrukturen der Thiviers-Payzac-Einheit, die somit als in die maximale Streckrichtung hineinrotierte Zugfalten in einer transpressiven, duktilen Scherzone interpretiert werden können.
Die tektonischen Dehnungen in der Thiviers-Payzac-Einheit hörten jedoch mit Ende der duktilen Verformungen nicht auf. Die Einheit wurde beispielsweise im spröden Bereich von zahlreichen kleineren, meist NO-SW-orientierten Seitenverschiebungen linksseitig versetzt, mit Versetzungsbeträgen um 500 Meter. Eine Ausnahme bildet die Dussac-Störung nördlich von Lanouaille mit einem linksseitigen Versetzungsbetrag von fast 6 Kilometer.

## Zeitlicher Rahmen
Die zeitliche Einordnung der tektonischen Scherbewegungen stützt sich auf Vergleiche mit lithologisch und strukturell ähnlichen Terrains im Armorikanischen Massiv (Chantonnay-Synklinorium in der Vendée) und im Rouergue. Im südlichen Armorikanischen Massiv erfolgten die rechtsseitigen Scherbewegungen im Namur und im Westphal (Serpukhovium bis Moskowium, vor 325 bis 305 Millionen Jahren). Analog hierzu darf somit auch für die Thiviers-Payzac-Einheit des Bas-Limousins (die als südliche Verlängerung der Vendée angesehen wird) ein mittel- bis spätkarbonisches Alter der Scherdeformation angenommen werden. Dies wird ferner durch das vergleichbare Alter der synkinematischen Leukogranite im nördlichen und zentralen Limousin unterstützt.
Im Gegensatz hierzu stehen jedoch die mit der Argonmethode gewonnenen Altersangaben aus dem Tournaisium für das Intrusionsalter des Estivaux-Granits und für die mylonitischen Bewegungen am Saut-du-Saumon-Orthogneis. Sie implizieren einen älteren tektonischen Vorgang bereits im frühen Unterkarbon für das Südlimousin (Deformationsstadium D 2 bzw. Bretonische Phase). Entsprechend wird für die Regionalmetamorphose auch der Zeitraum 360 bis 350 Millionen Jahre veranschlagt. Datierungen an Monazit durch Jérémie Melleton und Kollegen (2009) bestätigen ein Alter von 360 Millionen Jahren für diese synkinematische MP/MT-Metamorphose.
Absolutalter der Protolithen, gewonnen mit der U/Pb-Mrthode an Zitkonen, ergeben laut Melleton und Kollegen (2010) beispielsweise für den Thiviers-Sandstein 564 ± 9 Millionen Jahre (ausgehendes Ediacarium). Für den Clair-Vivre-Metarhyolith fanden die Autoren ein Alter von 475 ± 6 Millionen Jahren (Unteres Ordovizium). Als Intrusionsalter des Saut-du-Saumon-Orthogneises konnten sie 501 ± 5 Millionen Jahre ermitteln (Oberes Kambrium – Paibium), gekoppelt mit einem Residualalter von 776 ± 14 Millionen Jahren (Cryogenium). Residualzirkone im Thiviers-Sandstein besitzen aber noch weitaus höhere Alter – beispielsweise 871 ± 14, 894 ± 18 (beide Tonium), 2035 ± 28 (Orosirium) und gar 3284 ± 64 Millionen Jahre (Paläoarchaikum). Anklänge an den Westafrikanischen Kraton, an die Panafrikanische Orogenese, aber selbst an die Brasiliano-I-Orogenese sind somit gegeben.